# Cristofano dell'Altissimo
Cristofano dell'Altissimo est un peintre de l'école florentine né à Florence en 1525 où il meurt le 21 septembre 1605.

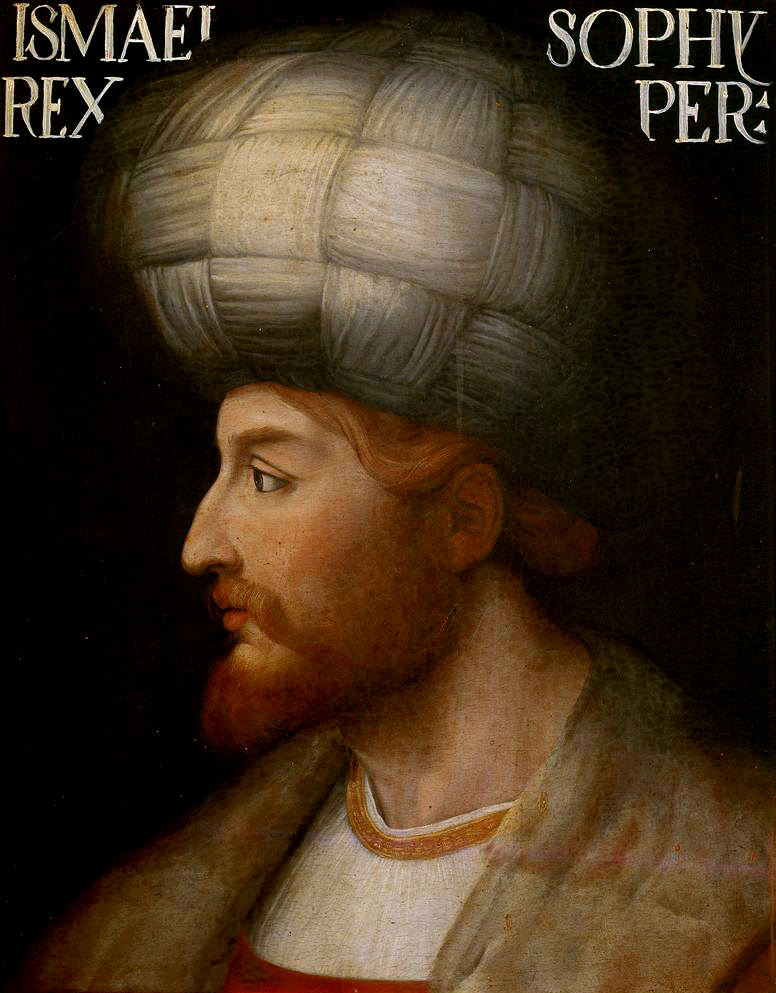
Ismaïl Ier (1487-1524).

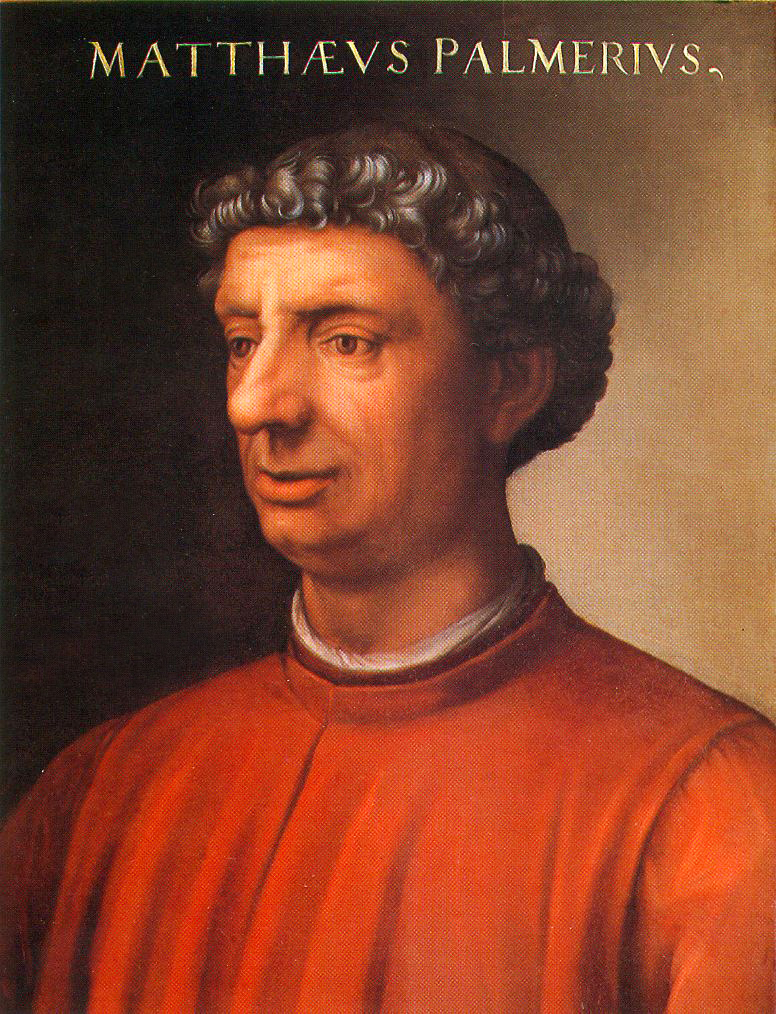
Matteo Palmieri (1406–1475).

Il est particulièrement connu pour les séries Giovio (en) et Gioviana (it) (la collection de Paolo Giovio) de 280 portraits réalisés pour le duc Cosme Ier, conservés en grande partie aux Offices de Florence.

## Galerie

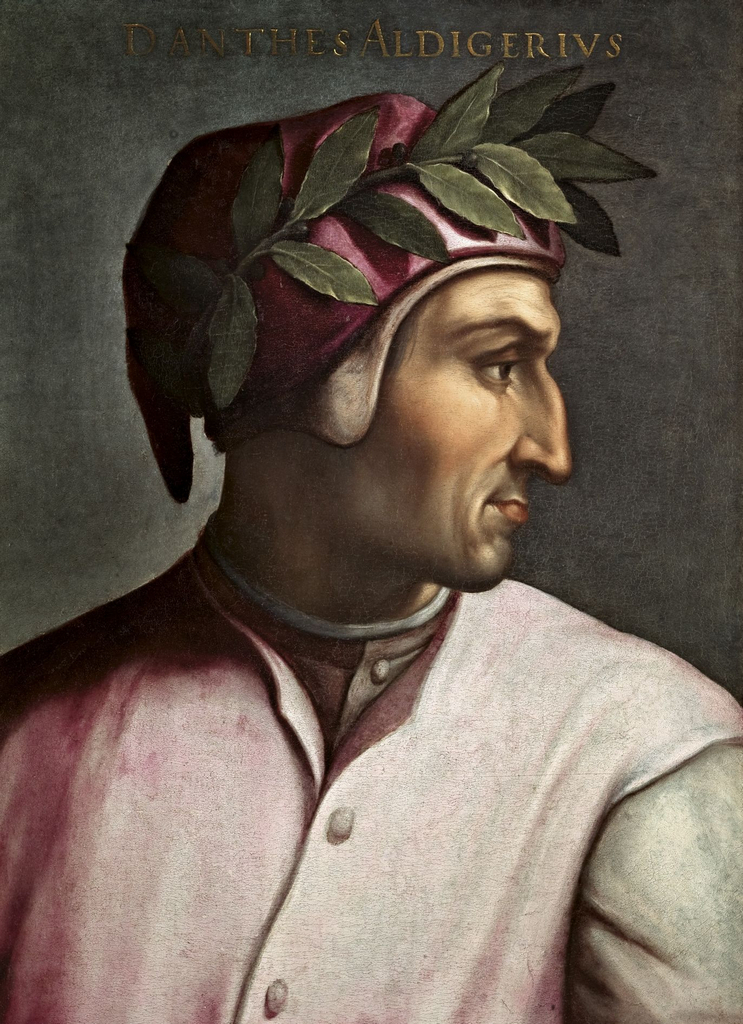
Dante Alighieri (v.1265–1321).
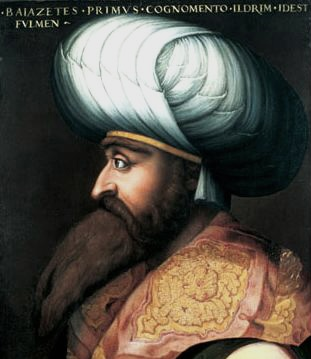
Bayezid Ier (v.1357-1403).
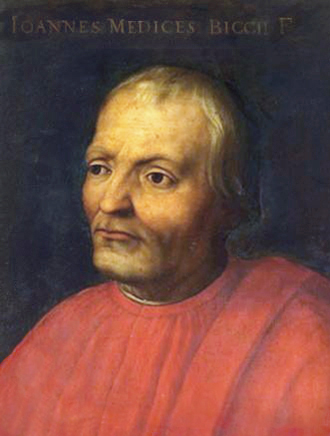
Jean de Médicis (1360–1429).
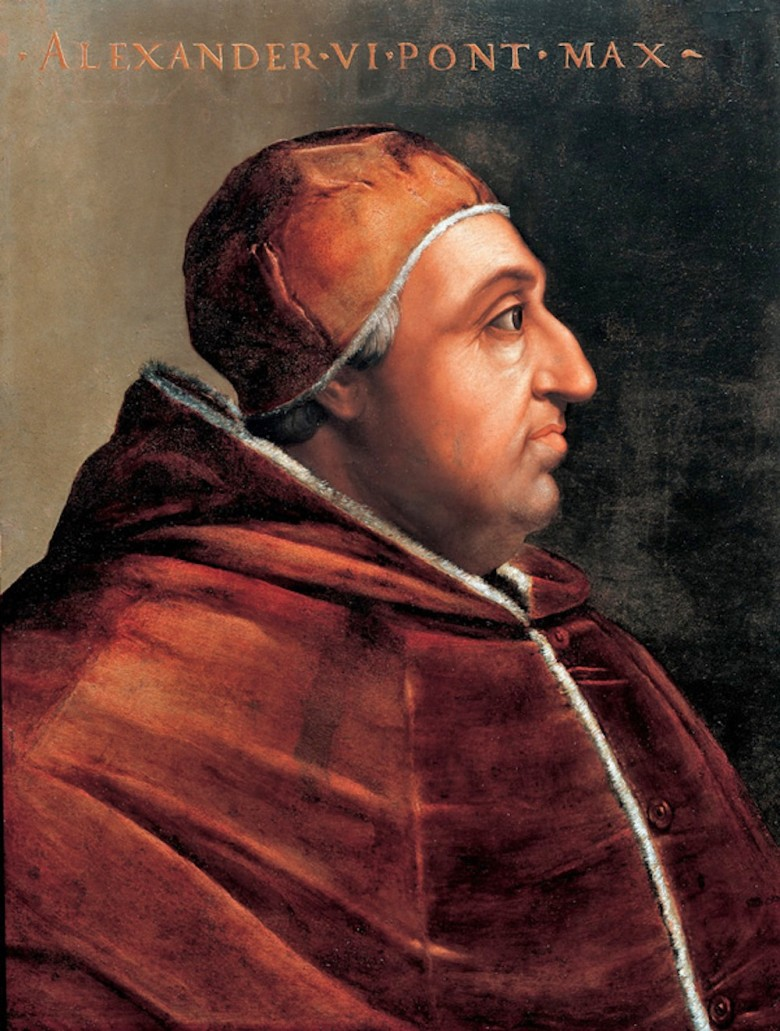
Alexandre VI (1431-1503).
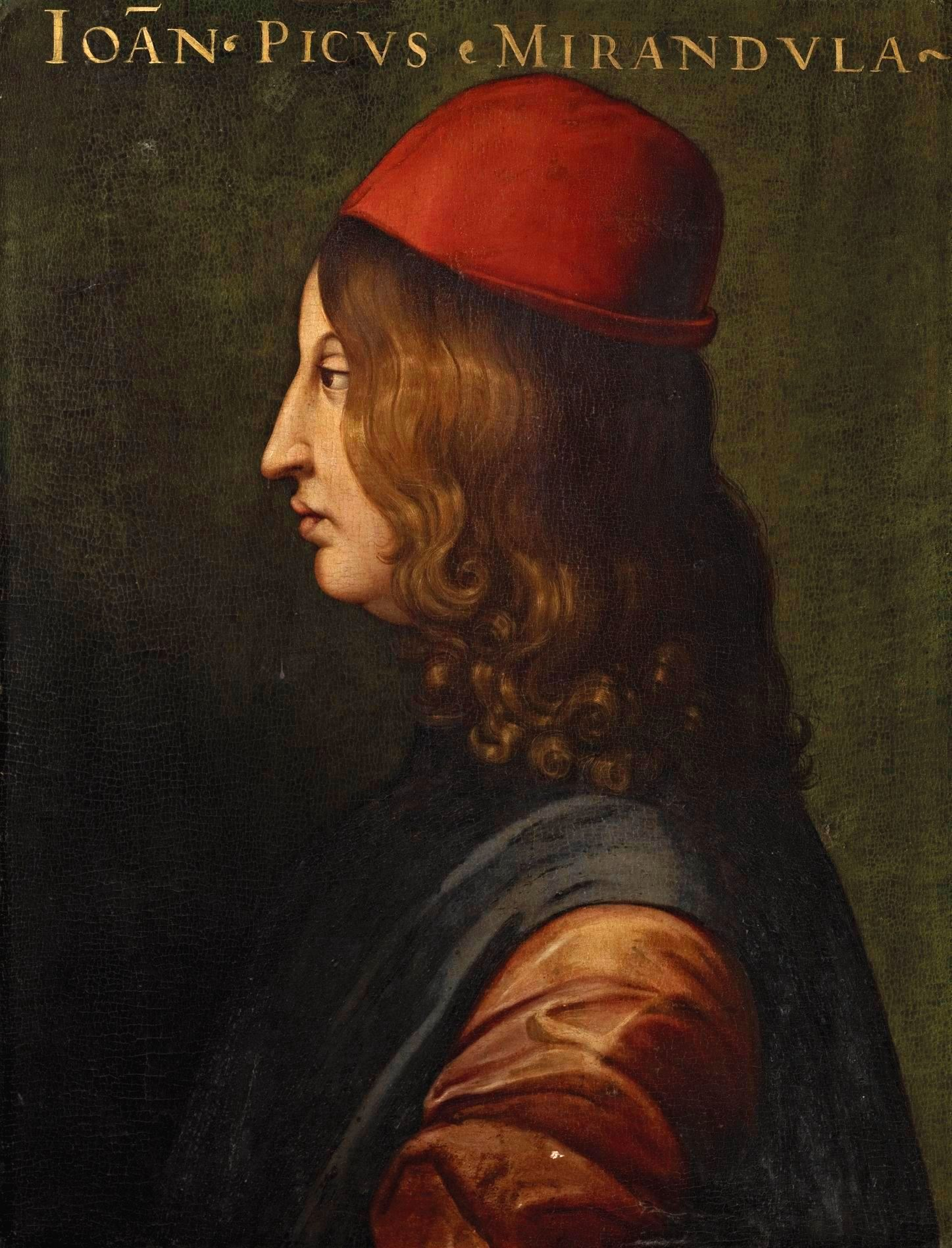
Jean Pic de la Mirandole (1463-1494).
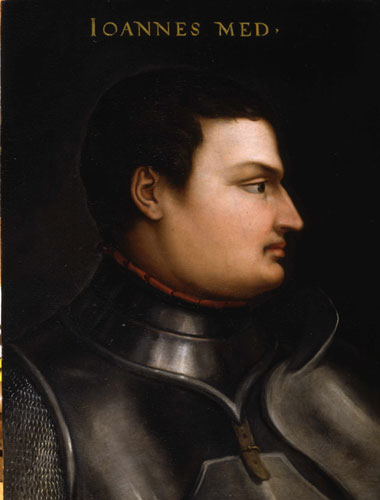
Jean des Bandes Noires (1498-1526).